# الشعب (جبلة)

تعديل مصدري - تعديل

الشعب هي إحدى قرى عزلة الربادي بمديرية جبلة التابعة لمحافظة إب، بلغ تعداد سكانها 438 نسمة حسب تعداد اليمن لعام 2004.